# Bud Freeman
Lawrence "Bud" Freeman (Chicago, 13 de abril de 1906 - Chicago, 15 de março de 1991) foi um músico de jazz estadunidense, bandleader e compositor, reconhecido pelo seu sax tenor, embora também fosse hábil no clarinete.
Foi um dos mais influentes e importantes saxofonistas do jazz da era das "big bands", e foi bastante conhecido por várias gravações, como "After Awhile", que compôs junto a Benny Goodman.